# Hjorte
Hjorte (Cervidae) er en familie af firemavedrøvtyggere i ordenen Parrettåede hovdyr (Artiodactyla).
- Familie Hjorte (Cervidae)
  - Underfamilie Muntiacinae
    - Indisk muntjak Muntiacus muntjak
    - Reeves muntjac Muntiacus reevesi
    - Muntiacus crinifrons
    - Muntiacus feae
    - Muntiacus rooseveltorium
    - Muntiacus truongsonensis
    - Muntiacus gongshanensis
    - Kæmpemuntjak Muntiacus vuqangensis
    - Elaphodus cephalophus

  - Underfamilie Cervinae
    - Dådyr Dama dama
    - Aksishjort eller chital Axis axis
    - Svinehjort Axis porcinus
    - Axis kuhlii
    - Axis calamianensis
    - Thorolds hjort eller hvidkindet tibetansk hjort Cervus albirostris
    - Barasinga Cervus duvaucelii
    - Kronhjort Cervus elaphus
    - Wapiti Cervus canadensis
    - Elds kronhjort Cervus eldii
    - Sikahjort Cervus nippon
    - Rusahjort Cervus timorensis
    - Sambarhjort Cervus unicolor
    - Davidshjort eller milu Elaphurus davidianus
    - †Irsk kæmpehjort Megaloceros giganteus

  - Underfamilie Hydropotinae
    - Vandrådyr Hydropotes inermis

  - Underfamilie Capreolinae
    - Sorthalet hjort eller storøret hjort Odocoileus hermionus
    - Hvidhalet hjort eller virginiahjort Odocoileus virginianus
    - Rådyr Capreolus capreolus
    - Elg eller elsdyr Alces alces
    - Rensdyr Rangifer tarandus
    - Sumphjort Blastocerus dichotomus
    - Pampashjort Ozotoceros bezoarticus
    - Huemul eller gaffelhjort Hippocamelus bisulcus
    - Hippocamelus antisensis
    - Spidshjort Mazama americana
    - Mazama gouazoupira
    - Mazama rufina
    - Mazama chunyi
    - Sydlig pudu Pudu pudu
    - Nordlig pudu Pudu mephistophiles

## Biologi
Når hjortene gnider huden (den såkaldte bast) af deres gevir/opsats, siger man, at de fejer. Fejningen skader træerne og kan derfor være en betydelig udgift for skovbruget.

## Fiktion
I fiktion trækker flyvende rensdyr julemandens slæde. En anden kendt fiktionshjort er Bambi. I den oprindelige historie af Felix Salten, var han et rådyr; men i Disneyfilmen er han en hvidhalet hjort.
I nordisk mytologi lever de fire hjorte Dain, Dvalin, Dunør og Duratro i toppen af Yggdrasil. I antikkens Grækenland var guden Aristaios hyrdeguden for hjorte og bikuber.

## Hjorte i kirkekunsten
Den senantikke dyresymbolik Fysiologus, nedskrevet mellem 100- og 200-tallet, men først oversat fra græsk til latin omkring år 400, tilskriver hjorten evnen til at besejre slanger. I den klassiske version trækker hjorten slangen frem ved hjælp af sit næsebor, og dræber den så; mens hjorten i den kristne version skyller slangen ud af hulen ved hjælp af vand, som en parallel til dåben.  Symbolikken blev så overført til Kristus, som overvinder djævelen; og blev dertil et billede på den troende, som overvinder synden.  I den pragtfulde mosaik over alteret i kirken San Clemente i Rom ses hjorte, der drikker fra paradisets fire floder.  I Laterankirken er hjortene afbildet på hver sin side af Kristi kors.